# قلعة جوق بزرغ (غرمخان)
قلعة جوق بزرغ (بالفارسية: قلعه جوق بزرگ) هي قرية تقع في إيران في قسم غرمخان الريفي. يقدر عدد سكانها بـ 54 نسمة .